# أنا هيستنغز (رواية)
أنا هيستنغز Anna Hastings هي رواية من الأدب السياسي للكاتب الأمريكي ألن دروري نشرت عام 1977.

## القصة
تصور الرواية حياة صحفية وطريقها في الوصول إلى نخبة الإعلام في العاصمة واشنطن.